# 黒田大輔 (俳優)
黒田 大輔（くろだ だいすけ、1977年12月9日 - ）は、日本の俳優。千葉県出身。空（くう）所属。
沖田修一や是枝裕和作品への出演が多い。2015年度第30回高崎映画祭にて最優秀助演男優賞受賞（橋口亮輔監督作品『恋人たち』）。
2025年、ダンサーの菅原小春と結婚。

## 出演

### 映画
- La・fuosaje 愛をつく女（2005年）
- イフ・シネマティック 映画的人生『進め!』（2005年）
- 松ヶ根乱射事件（2007年3月10日）
- 天然コケッコー（2007年7月28日） - 松田先生 役
- たとえ世界が終わっても（2007年8月25日）
- うた魂♪（2008年4月5日） - 喫茶店のマスター 役
- ぐるりのこと。（2008年6月7日） - とんかつ屋の息子 役
- グーグーだって猫である（2008年9月6日）
- トウキョウソナタ（2008年9月27日）
- ハッピーフライト（2008年11月15日）
- 南極料理人（2009年8月8日） - 通信担当・盆 役
- クヒオ大佐（2009年10月10日）
- 2DK
- 俺の切腹
- ゼブラーマン -ゼブラシティの逆襲-（2010年5月1日）
- アウトレイジ（2010年6月12日）
- 踊る大捜査線 THE MOVIE3 ヤツらを解放せよ!（2010年7月3日）
- 惑星のかけら（2011年11月26日）
- キツツキと雨（2012年2月11日） - 柴田 役
- 人生、いろどり（2012年9月15日)
- 終の信託（2012年10月27日） - 桑田明 役
- のぼうの城（2012年11月2日） - 服部大五郎 役
- その夜の侍（2012年11月17日） - 谷稔 役
- 横道世之介（2013年2月23日） - 川上清志 役
- 地獄でなぜ悪い（2013年9月28日）
- 豆大福ものがたり（2013年10月26日）
- ジ、エクストリーム、スキヤキ（2013年11月23日）
- 青天の霹靂（2014年5月24日）
- ドライブイン蒲生（2014年8月2日）
- 滝を見にいく（2014年11月22日）
- MIRACLE デビクロくんの恋と魔法（2014年11月22日）
- センチメンタルカラス
- 恋人たち（2015年11月14日） - 黒田大輔 役
- そうして私たちはプールに金魚を、（2016年）
- 闇金ドックス 2（2016年4月9日）
- ヒーローマニア-生活- （2016年5月7日）
- シン・ゴジラ（2016年7月29日） - 根岸達也 役[3][1]
- バースデーカード（2016年10月22日）[4]
- 海よりもまだ深く（2016年5月21日） - 安藤（尾行される依頼人） 役
- 葛城事件（2016年6月18日）
- ふきげんな過去（2016年6月25日）
- 森山中教習所（2016年7月9日）
- 海賊とよばれた男（2016年12月10日）
- 彼らが本気で編むときは、（2017年2月25日）
- 月と雷
- PARKS パークス（2017年4月22日）
- 花戦さ（2017年6月3日）
- 22年目の告白 -私が殺人犯です-（2017年6月10日）
- 息切れの恋人たち（2017年）
- 素敵なダイナマイトスキャンダル（2018年3月17日）
- モリのいる場所（2018年5月19日）
- 馬の骨（2018年6月2日）
- 万引き家族（2018年6月8日） - JK見学店 店長 役
- 響 -HIBIKI-（2018年9月14日） - 大坪正人 役[5]
- 凪待ち（2019年6月28日） - 尾形大輔 役
- WE ARE LITTLE ZOMBIES（2019年6月14日）
- ブルーアワーにぶっ飛ばす（2019年10月11日） - 砂田澄夫 役
- AI崩壊（2020年1月31日） - 一ノ瀬湊役
- 架空OL日記（2020年2月28日）
- 喜劇 愛妻物語（2020年9月11日） - 警官 役
- ジオラマボーイパノラマガール（2020年11月6日） - 山形先生 役
- おらおらでひとりいぐも（2020年11月6日） - 警官 役
- 護られなかった者たちへ（2021年10月1日）-支倉役
- さがす（2022年1月21日）
- 生きててよかった（2022年5月13日、ハピネットファントム・スタジオ）
- MIRRORLIAR FILMS Season4『シルマシ』（2022年9月2日）[6][7]
- ハウ（2022年8月19日）
- さかなのこ（2022年9月1日）
- 川っぺりムコリッタ（2022年9月16日）
- 宮松と山下（2022年11月18日） - 医師 役
- 零落（2023年3月17日、竹中直人監督） - 平野 役
- 波紋（2023年5月26日）
- 怪物（2023年6月2日、是枝裕和監督） - 品川友行（学年主任） 役
- BAUS 映画から船出した映画館（2025年3月21日、甫木元空監督）[8]
- アンジーのBARで逢いましょう（2025年4月4日、大林宣彦監督）[9]

### Web Movie
- 松竹梅白壁蔵 澪『「澪」と過ごすお盆篇』（行定勲監督）
- マリッジカウンセラー 結衣の決意（2021年）
- 新幹線大爆破（2025年4月23日）[10] - 林広大 役[11]

### PV
- 乃木坂46 16thシングル Type-A C/W「あの教室」（山岸聖太監督）
- YUKI「うれしくって抱きあうよ」（犬童一心監督）

### テレビドラマ

#### NHK
- 連続テレビ小説
  - 瞳（2008年） - 日比野修司 役
  - ゲゲゲの女房（2010年） - 雄玄社「週刊少年ランド」編集者・福田 役
  - 梅ちゃん先生（2012年）
  - とと姉ちゃん（2016年） - 光和医薬品社 社員・片瀬保 役
- ROMES/空港防御システム（2009年、総合） - 秋田雄一 役
- お買い物（2009年2月14日、総合）
- 徒歩7分（2015年、BSプレミアム）
- 大河ドラマ
  - 真田丸（2016年） - 斎木 役
  - いだてん〜東京オリムピック噺〜（2019年） - 村上信夫 役
- 弟の夫（2018年、BSプレミアム） - 菊池隆一 役
- 夢食堂の料理人〜1964東京オリンピック選手村物語〜（2019年、総合）
- ピュア! 〜一日アイドル署長の事件簿〜（2019年、総合）
- 一億円のさようなら 第2・4話（2020年10月4日・18日、BSプレミアム・BS4K） - 山口淳太 役
- 半径5メートル（2021年、総合） - 寺本久典 役
- 拾われた男（2022年、総合） - 竹村 役
- 生理のおじさんとその娘（2023年3月24日、総合） - 月坂孝太郎 役
- お別れホスピタル（2024年） - 水谷良正 役
- 藤子・F・不二雄 SF短編ドラマ シーズン3「ユメカゲロウ」（2025年）[12]
- シバのおきて〜われら犬バカ編集部〜（2025年放送予定）[13]

#### 日本テレビ
- しょうもない僕らの恋愛論（2023年1月19日 - ） - 宇崎 役[14]
- 勝利の法廷式 第6話（2023年5月18日） - 栗原悟志 役

#### テレビ朝日
- 日曜プライム「鉄道捜査官 第18作 「全長140キロ！東京〜日光鬼怒川ノンストップ殺人計画!! 警視庁鉄道捜査隊vs特急けごん21号1/30秒の殺意」（2018年5月13日） ‐ 奥田忠則 役
- リーガルV〜元弁護士・小鳥遊翔子〜（2018年） - 内藤望 役
- 相棒 season20 第4話「贈る言葉」（2021年11月3日） - 鴫野大輔 役
- 必殺仕事人（2023年12月29日） - 梅三 役

#### TBS
- 終電バイバイ（2013年3月11日） - 落合 役
- 天皇の料理番（2015年） - 荒木 役
- A LIFE〜愛しき人〜（2017年） - 道山宏之 役
- カルテット 最終話（2017年3月21日） - 村濱記者 役
- ライオンの隠れ家 第3話・第4話・第6話・第8話（2024年10月25日・11月1日・11月15日・11月29日） - 橘春一 役
- キャスター 第1話（2025年4月13日） - 長崎航平 役[15]

#### テレビ東京
- セーラーゾンビ（2014年） - 亀岡剛 役
- リバースエッジ 大川端探偵社（2014年6月14日） - 遊園地事務員 役
- スモーキング 第1話（2018年） - 猿川直哉 役
- フルーツ宅配便 第6話（2019年2月16日） - 関 役
- 執事 西園寺の名推理2（2019年） - 川越仁志 役
- 駐在刑事 season2（2020年） - 綿谷大介 役
- 神様のカルテ 第二夜・第三夜（2021年） - 松前徳郎 役
- 鉄オタ道子、2万キロ 第5話（2022年2月4日） -  鶴峰甚太 役
- ソロ活女子のススメ2（2022年） - 下町のおじさん 役
- 孤独のグルメ Season10 第12話 （2022年12月24日） - 永井健太 役
- RoOT / ルート（2024年4月3日 - 6月5日） - 指宿 役[16][17]

#### フジテレビ
- 直撃!シンソウ坂上SP「元号をとれ！」（2019年1月10日） - 毎日新聞東京本社編集局政治部 官邸サブキャップ 砂田清二 役
- アンメット ある脳外科医の日記 第9話（2024年6月10日、関西テレビ） - 押尾晴人 役[18]
- 嗤う淑女 第2話・第3話（2024年8月3日・10日、東海テレビ） - 古巻登志雄 役[19]
- オクラ〜迷宮入り事件捜査〜 第1話（2024年10月8日） - 矢継周作 役[20]

#### その他
- びったれ!!! 第2話（2015年1月21日、テレビ神奈川他） - 濱田 役
- この街の命に（2016年4月、WOWOW）
- BARレモン・ハート SEASON2 第20話（2016年8月15日、BSフジ） - 寺田 役
- ワカコ酒 Season3 第2話（2017年4月14日、BSジャパン） - 客 役
- 虫籠の錠前（2019年、WOWOW） - サンゾウ 役[21]
- 絶叫 第2話（2019年、WOWOW） - 警官 役
- ポイズンドーター・ホーリーマザー （2019年、WOWOW）
- 有村架純の撮休（2020年、WOWOW） - 畠山 役
- 竹内涼真の撮休（2020年、WOWOW） - 畠山プロデューサー 役
- DORONJO / ドロンジョ（2022年、WOWOW）
- 両刃の斧（2022年、WOWOW）[22]
- メロスの誕生（2023年12月18日、日本映画専門チャンネル） - 沖嶋 役[23][24]
- 三笠のキングと、あと数人（2025年4月25日 - 5月30日、北海道放送） - 森広紀 役[25][26]

### 配信ドラマ
- 火花 第6話（2016年6月3日、Netflix）
- あなたに聴かせたい歌があるんだ 第3話・最終話（2022年5月20日配信、Hulu） - BAR「バビロン」のママ 役
- 仮面ライダーBLACK SUN（2022年10月28、Amazon Prime Video） - ノミ怪人 役[27]
- First Love 初恋（2022年11月24日、Netflix） - 冨樫　役
- 極悪女王（2024年9月19日 - 、Netflix） - 松永国松 役[28][29][30][31][32]

### 舞台
2003年から劇団「THE SHAMPOO HAT」に参加しているほか、「五反田団」の公演にも度々出演している。

### CM
- 日本郵政公社「2006年 年賀状」「2007年 年賀状」
- ツムラ企業CM「漢方にはニュースがある」
- リクルート フロムA「三輪車バイク便篇」 / リクナビ2008
- 春日井製菓 黒あめ 「オフィス篇」
- エレクトロニック・アーツ「シムシティDS2〜古代から未来へ続くまち〜」
- エースコック はるさめヌードル「つかみ部長 登場篇」
- 静岡放送 ステーションキャンペーン「おやつ篇」
- アサヒビール 麦搾り「商店街打ち上げ篇」
- サントリー BOSS 贅沢微糖「贅沢銀行篇」「贅沢寝坊篇」
- Nestlé キットカット「KitKat（想いを、わたす。キットカット Thank youキャンペーン篇）」
- 第一三共ヘルスケア カロヤンアポジカ「2つのアポジカ篇」
- 全国労働者共済生活協同組合連合会 「子ども保障」篇
- 養命酒製造 薬用養命酒「養命先生のいる街、疲れ」篇
- スポーツ振興くじ MEGA BIG「中年くじ慕情」篇

## 受賞歴
- 2015年度 - 第30回高崎映画祭 - 最優秀助演男優賞（『恋人たち』）[33]